# مدارس عمان الوطنية
مدارس عمان الوطنية هي مؤسسة تعليمية خاصة تقع في عمان، الأردن. ويرأسها «دارا طاهر».

## التاريخ
تأسست المدرسة في عام 1985 متضمنة الصفوف الإبتدائية فقط. بدأت المدرسة بالصفوف من الأول إلى الثالث في مبنى مستأجر. وبعد مرور عامين، انتقلت المدرسة إلى موقعها الحالي في دابوق حيث أنشأت الصفوف من رياض الأطفال إلى الصف الخامس. ومن حينها، بدأت المدرسة بإضافة صفاً واحداً في كل عام. وقد تخرج أول صف دراسي لها في عام 1995. ومنذ ذلك الوقت، استمرت المدرسة في التوسع وتم إضافة مرافق وغرف صفيه لتوفير المزيد من الخدمات ومساحات للتعلم
ولديها الآن التحاق كامل لـ 800 طالب بدأً من رياض الأطفال وحتى الصف الثاني عشر.

## المنهاج الدراسي
توفر مدرسة عمان الوطنية حاليا برنامج المرحلة الثانوية الأردني (توجيهي) وبرنامج دبلوم البكالوريا الدولية للصفوف الحادي عشر والثاني عشر.
وتم أيضا توفير شهادة الدراسة الثانوية العامة الدولية في مدرسة عمان الوطنية لغاية نهاية العام الدراسي 2006-2007 وتوفر مدرسة عمان الوطنية أيضا البرنامج الوطني الأردني للصفوف من (1-12). ويمكن للطلاب أيضا الإختيار للإلتحاق بالبرنامج الوطني إبتداءً من الصف التاسع. حيث أن المدرسة مخولة لإعطاء دبلوم البكالوريا الدولية للصفوف الحادي عشر والثاني عشر.

## الاعتماد
تعتبر مدرسة عمان الوطنية معتمدة من قبل البكالوريوس الوطني. حيث أنها مرخصة من قبل وزارة التربية والتعليم الأردنية.

## الطلاب
تستوعب المدرسة ما يقارب 800 طالب.غالبية الطلاب في مدرسة عمان الوطنية أردنيون. حيث تحتوي المدرسة أيضا على طلاب من مختلف دول العالم، منهم من الجزائر، قبرص، مصر، لبنان، المغرب، فلسطين، سوريا، السويد، وتونس والولايات المتحدة.